# Дюна: Часть вторая (саундтрек)
«Дю́на: Часть втора́я» (саундтрек) — альбом саундтреков, написанных Хансом Циммером к фильму «Дюна: Часть вторая» (2024) режиссёра Дени Вильнёва. Он был выпущен компанией WaterTower Music 23 февраля 2024 года, за неделю до выхода фильма в кинотеатрах США.

## Предыстория
Композитор Ханс Циммер ранее написал саундтрек для фильма «Дюна» (2021) режиссёра Дени Вильнёва, за который он получил премию «Оскар» в категории «Лучшая музыка к фильму». Ханс был поклонником романа в подростковом возрасте и выбрал «Дюну» вместо фильма «Довод» Кристофера Нолана.

## Производство
После работы над первым фильмом Ханс Циммер продолжил писать музыку в ожидании сиквела:

Я никогда не покидал мир Дюны. На самом деле, думаю, Дени [Вильнёв] считал меня сумасшедшим, потому что я продолжал писать после того, как мы закончили первый фильм. Но поскольку я знал историю, я знал книгу, я знал, что нас ждет. И на самом деле, многие основные темы второго фильма были написаны в конце первого фильма, до того, как Дени приступил к съемкам. Мне казалось важным продолжать писать, когда мы были в том же духе, в том же настроении.
— Ханс Циммер

## Премьера
В преддверии выхода саундтрека WaterTower Music выпустила два сингла 15 февраля 2024 года: «A Time of Quiet Between the Storms» и «Harvester Attack».

## Восприятие
Брайан Таллерико из RogerEbert.com написал: «Оскароносная партитура Ханса Циммера показалась мне немного перегруженной в первом фильме, но здесь он грамотно дифференцирует культуры, подбирая более металлические звуки для холодных Харконненов, чтобы уравновесить их с жаркой партитурой фременов».

## Трек-лист
| №                   | Название                             | Длительность |
| ------------------- | ------------------------------------ | ------------ |
| 1.                  | «Beginnings Are Such Delicate Times» | 8:56         |
| 2.                  | «Eclipse»                            | 5:13         |
| 3.                  | «The Sietch»                         | 2:34         |
| 4.                  | «Water of Life»                      | 3:06         |
| 5.                  | «A Time of Quiet Between the Storms» | 4:21         |
| 6.                  | «Harvester Attack»                   | 3:40         |
| 7.                  | «Worm Ride»                          | 2:19         |
| 8.                  | «Ornithopter Attack»                 | 2:10         |
| 9.                  | «Each Man Is a Little War»           | 1:21         |
| 10.                 | «Harkonnen Arena»                    | 5:22         |
| 11.                 | «Spice»                              | 0:37         |
| 12.                 | «Seduction»                          | 2:02         |
| 13.                 | «Never Lose Me»                      | 1:16         |
| 14.                 | «Travel South»                       | 1:10         |
| 15.                 | «Paul Drinks»                        | 1:47         |
| 16.                 | «Resurrection»                       | 2:16         |
| 17.                 | «Arrival»                            | 1:40         |
| 18.                 | «Southern Messiah»                   | 5:22         |
| 19.                 | «The Emperor»                        | 1:38         |
| 20.                 | «Worm Army»                          | 3:33         |
| 21.                 | «Gurney Battle»                      | 2:25         |
| 22.                 | «You Fought Well»                    | 1:42         |
| 23.                 | «Kiss the Ring»                      | 3:12         |
| 24.                 | «Only I Will Remain»                 | 6:44         |
| 25.                 | «Lisan al Gaib»                      | 6:36         |
| Общая длительность: | Общая длительность:                  | 81:02        |

## История выхода
| Регион    | Дата            | Формат(-ы)                         | Лейбл(-ы)        | Прим. |
| --------- | --------------- | ---------------------------------- | ---------------- | ----- |
| Различные | 23 февраля 2024 | CD цифровое скачивание LP стриминг | WaterTower Music | [ 7 ] |